# Загиров, Багав Загирович
Загиров, Багав Загирович (1910, с. Муцал Аул, Хасавюртовский отдел Терской области  — неизвестно) —Звеньевой виноградарского совхоза «Муцал Аул» Министерства пищевой промышленности СССР, Хасавюртовский район Дагестанской АССР ,
Герой Социалистического Труда.

## Биография
Родился в 1910 году в селе Муцал-аул Хасавюртовского отдела Терской области, ныне Хасавюртовского района Республики Дагестан. Даргинец.
Во второй половине 1940-х годов Б.З.Загиров трудился звеньевым виноградарского совхоза «Муцал-аул» и по итогам работы в 1948 году был награждён орденом Трудового Красного Знамени. В 1949 году его звеном получен урожай винограда 176,7 центнера с гектара на площади 3 гектара поливных виноградников. 
Указом Президиума Верховного Совета СССР от 26 сентября 1950 года за получение высокого урожая винограда в 1949 году удостоен звания Героя Социалистического Труда с вручением ордена Ленина и золотой медали «Серп и Молот». Проживал в родном селе Муцал-аул. 
Награждён орденами Ленина (26.09.1950) и Трудового Красного Знамени (05.10.1949), медалями.
Дата смерти неизвестна.